# 水野亜寿華
水野 亜寿華（みずの あすか、8月1日）は日本の女性タレント、舞台俳優。京都府出身。

## 出演
- 志摩スペイン村ゴーゴーパルケキッズ（2002年、テレビ大阪）二代目お姉さんとして出演
- 三井不動産レジデンシャル CMナレーション（2008年）
- 神戸震災復興イベントはばタンショー（2008年、2009年）
- 今ちゃんの「実は…」（朝日放送、2008年）ハッピーズで出演
- サンスターファミリーミュージカルショー2009 全国公演出演中